# کشیده‌بالان
زیر خانواده کشیده‌بالان (نام علمی: Heliconiinae) جزء تیره فرچه‌پایان و عضو بالاخانواده پروانه‌وارها می‌باشد. در این زیرخانواده ۴۰ تا ۴۵ سرده وجود دارد. رنگ‌آرایی کشیده‌بالان بیشتر قرمز و سیاه است. بال جلویی این حشرات کشیده است، از این روی نام آنها را پروانه‌های کشیده بال نهادند. زیستگاه کشیده‌بالان سرزمین‌های استوایی به ویژه آمریکای جنوبی است.

## نگارخانه

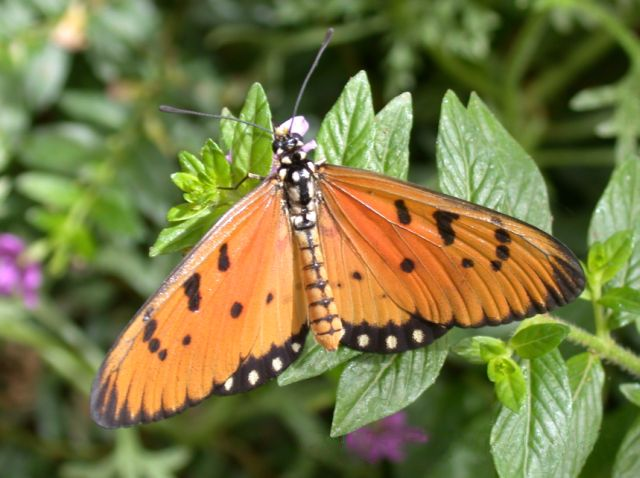
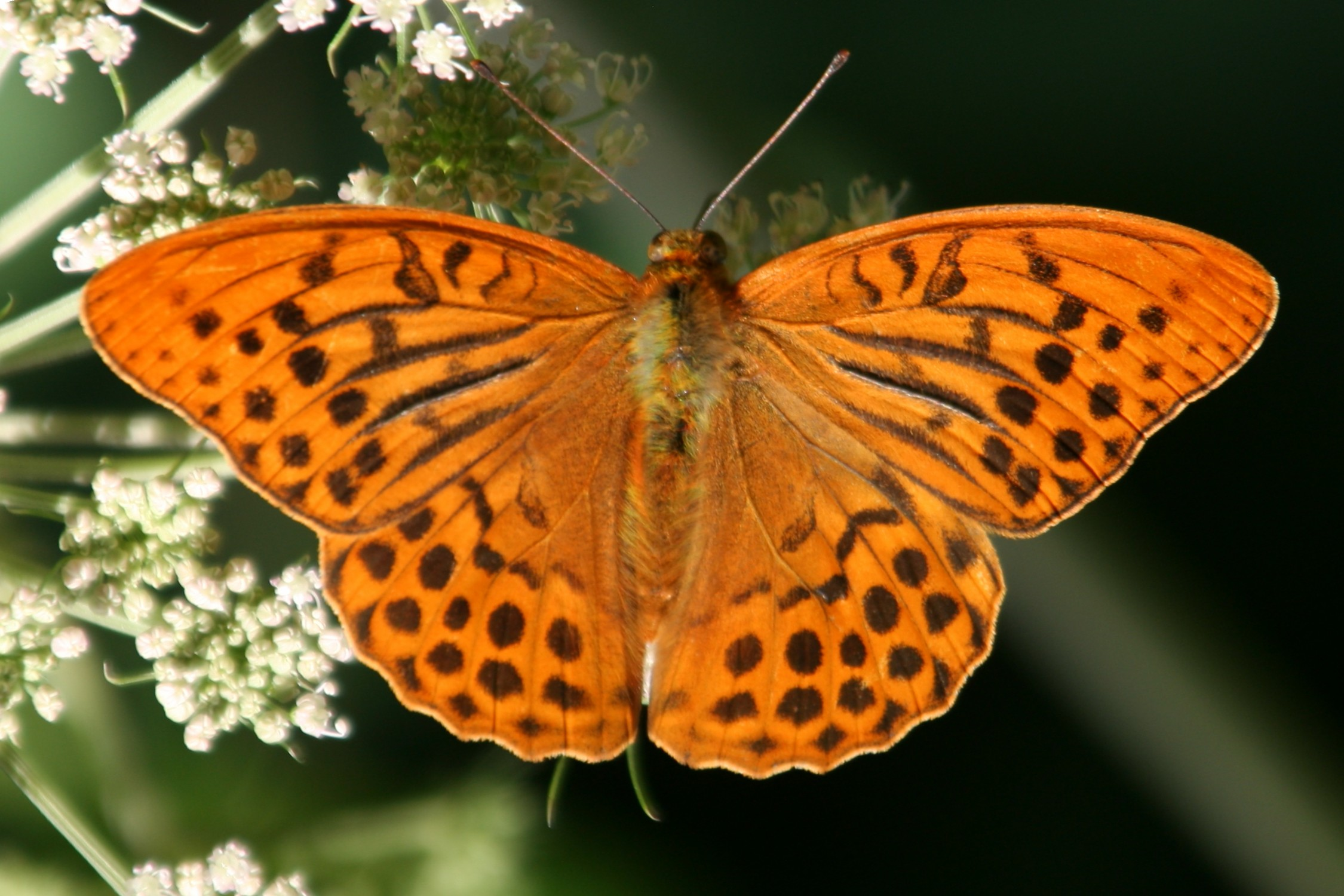
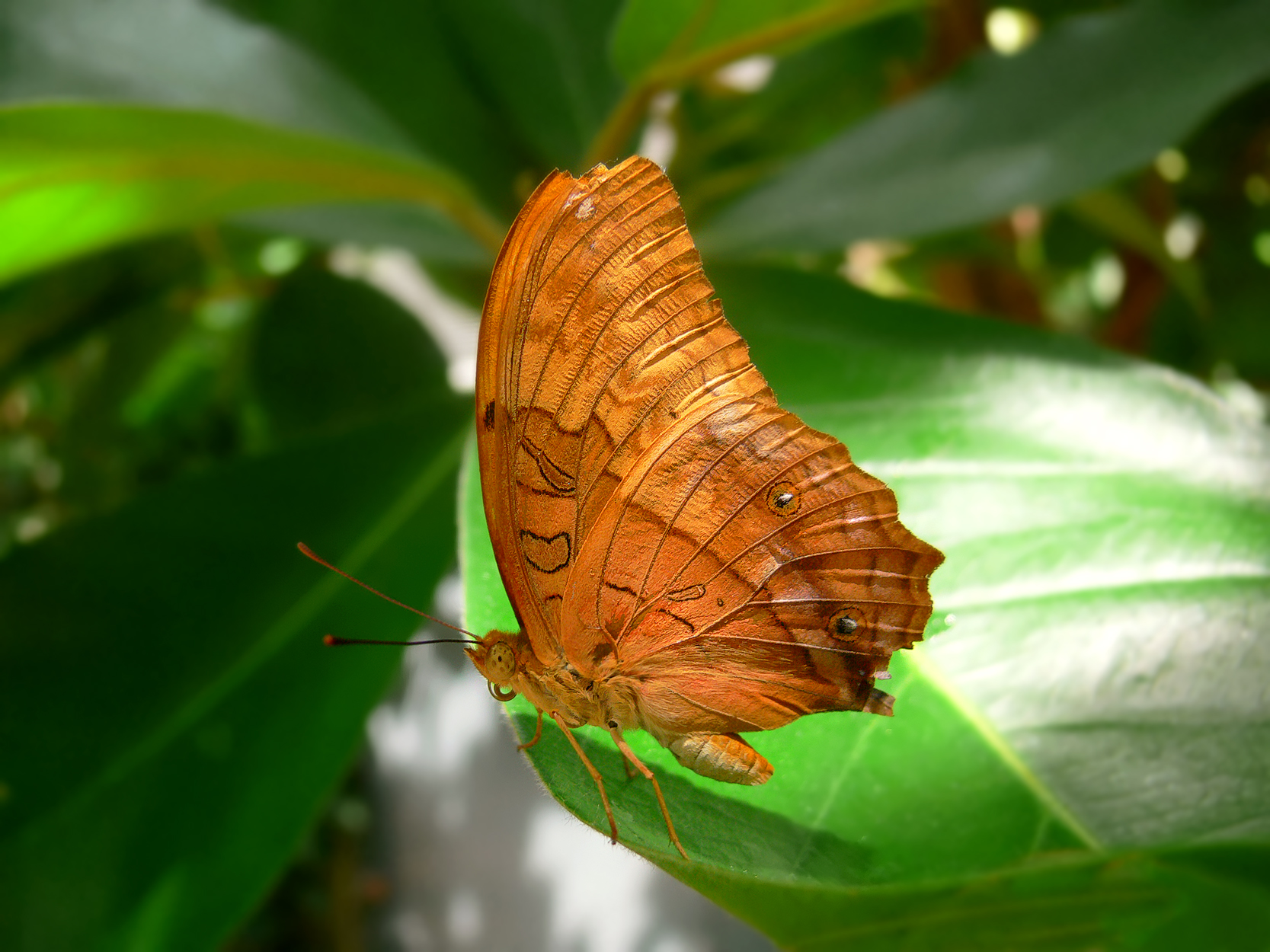
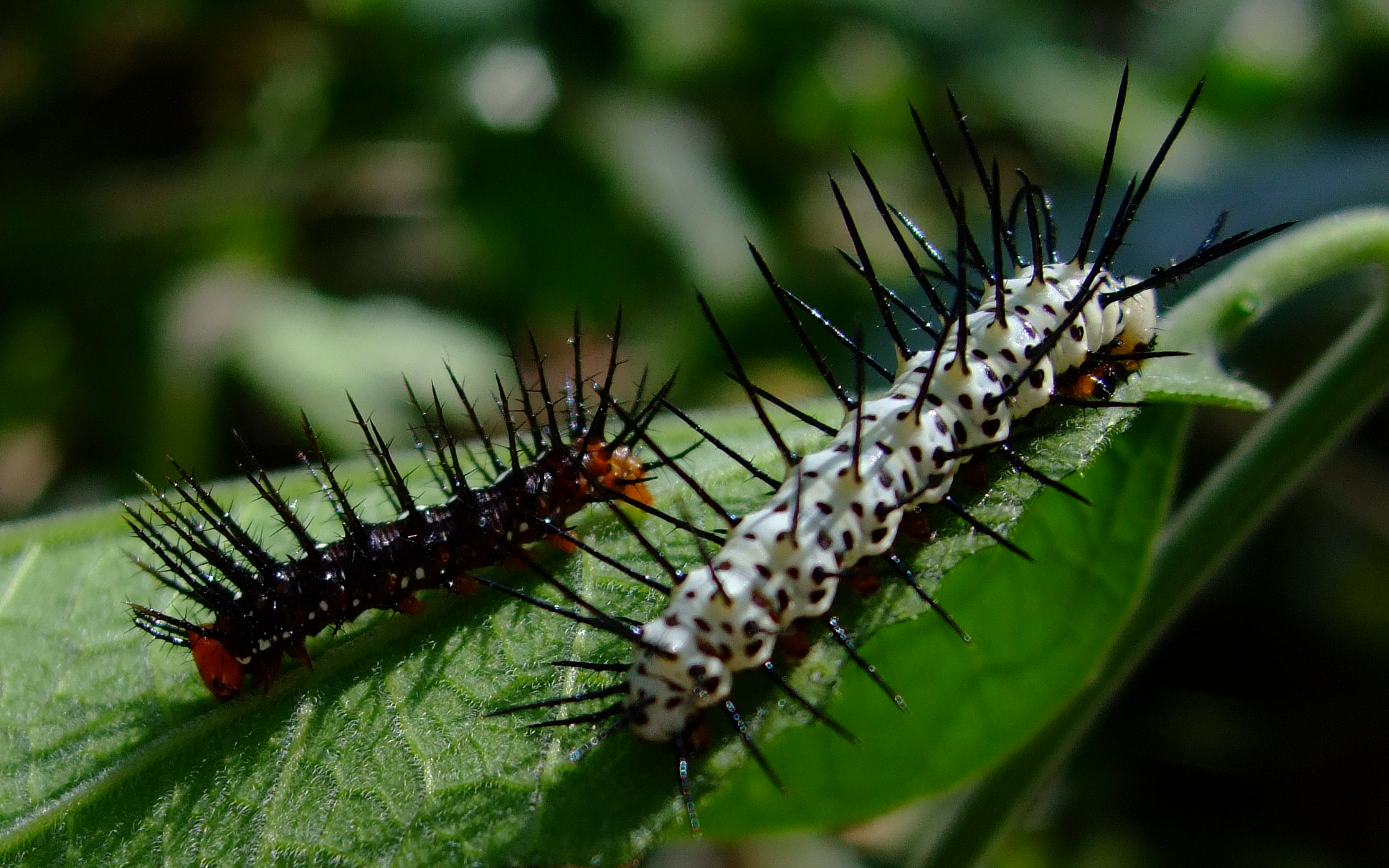
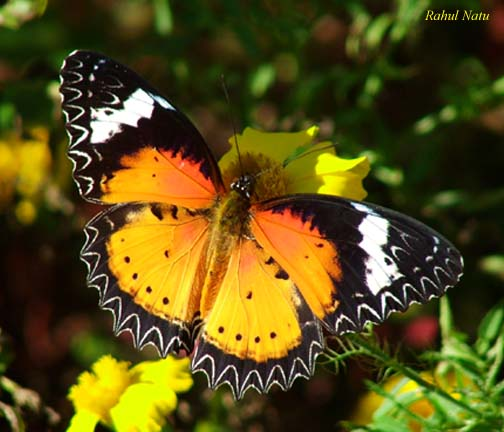